# Pseudospiroplectinata
Pseudospiroplectinata es un género de foraminífero bentónico considerado un sinónimo posterior de Spiroplectina de la subfamilia Spiroplectinatinae, de la familia Verneuilinidae, de la superfamilia Verneuilinoidea, del suborden Verneuilinina y del orden Lituolida. Su especie tipo era Pseudospiroplectinata plana. Su rango cronoestratigráfico abarcaba el Cretácico superior.

## Discusión
Clasificaciones previas incluían Pseudospiroplectinata en el suborden Textulariina del orden Textulariida, o en el orden Lituolida sin diferenciar el suborden Verneuilinina.

## Clasificación
Pseudospiroplectinata incluía a las siguientes especies:
- Pseudospiroplectinata ona †
- Pseudospiroplectinata plana †